# 京都府立鴨沂高等学校

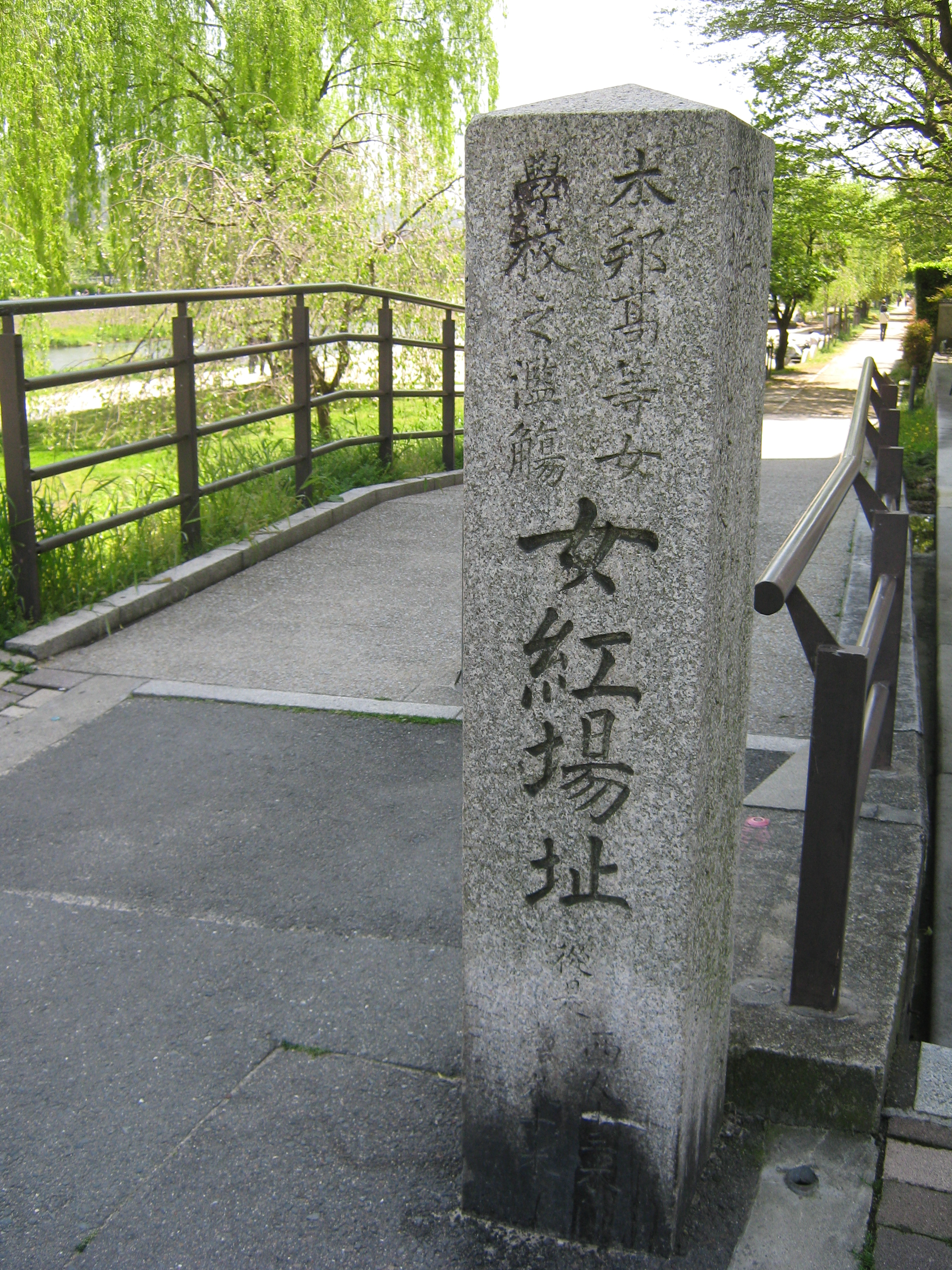
女紅場址、京都市上京区

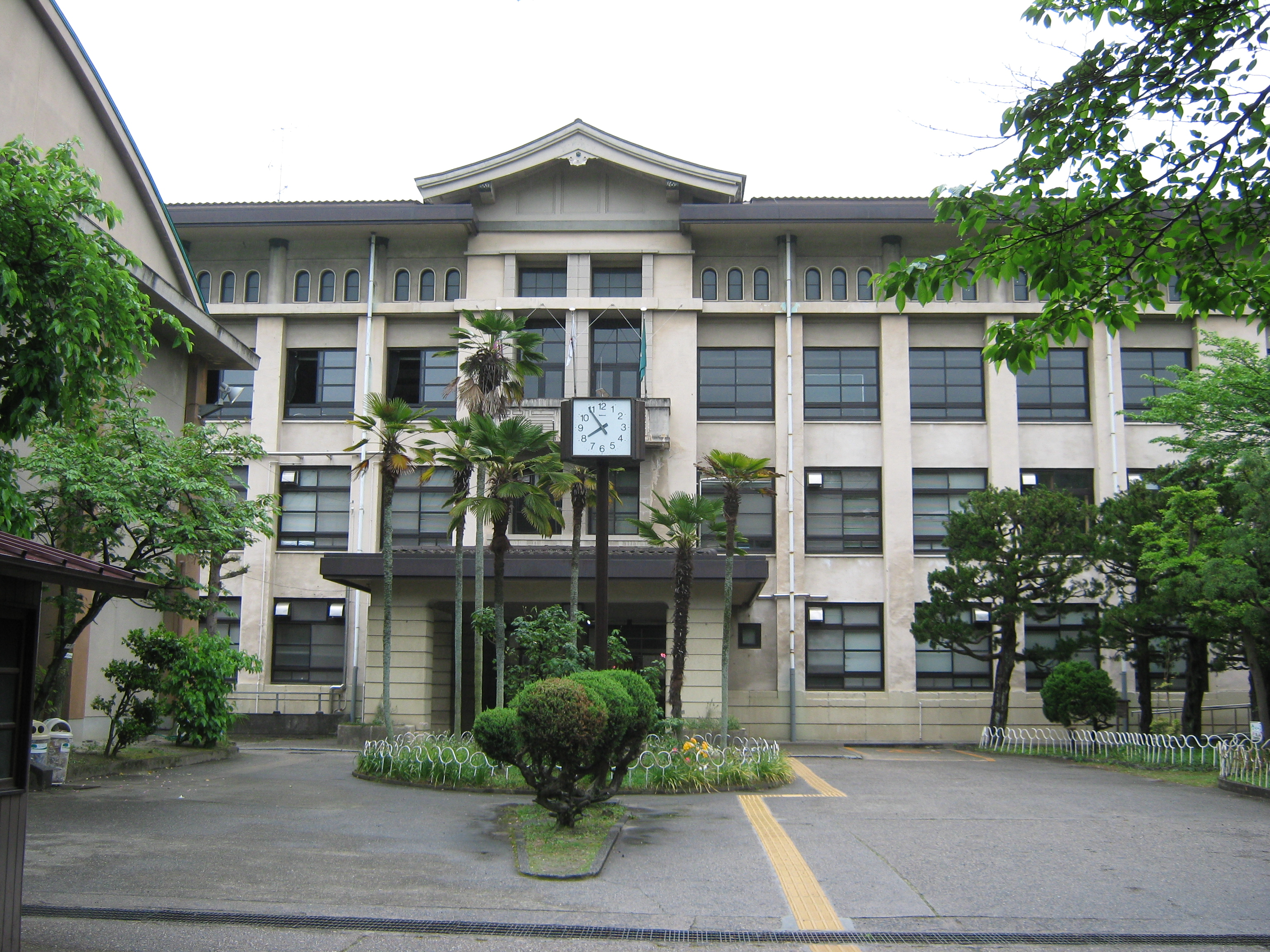
京都府立鴨沂高等学校(改修前)・京都市上京区

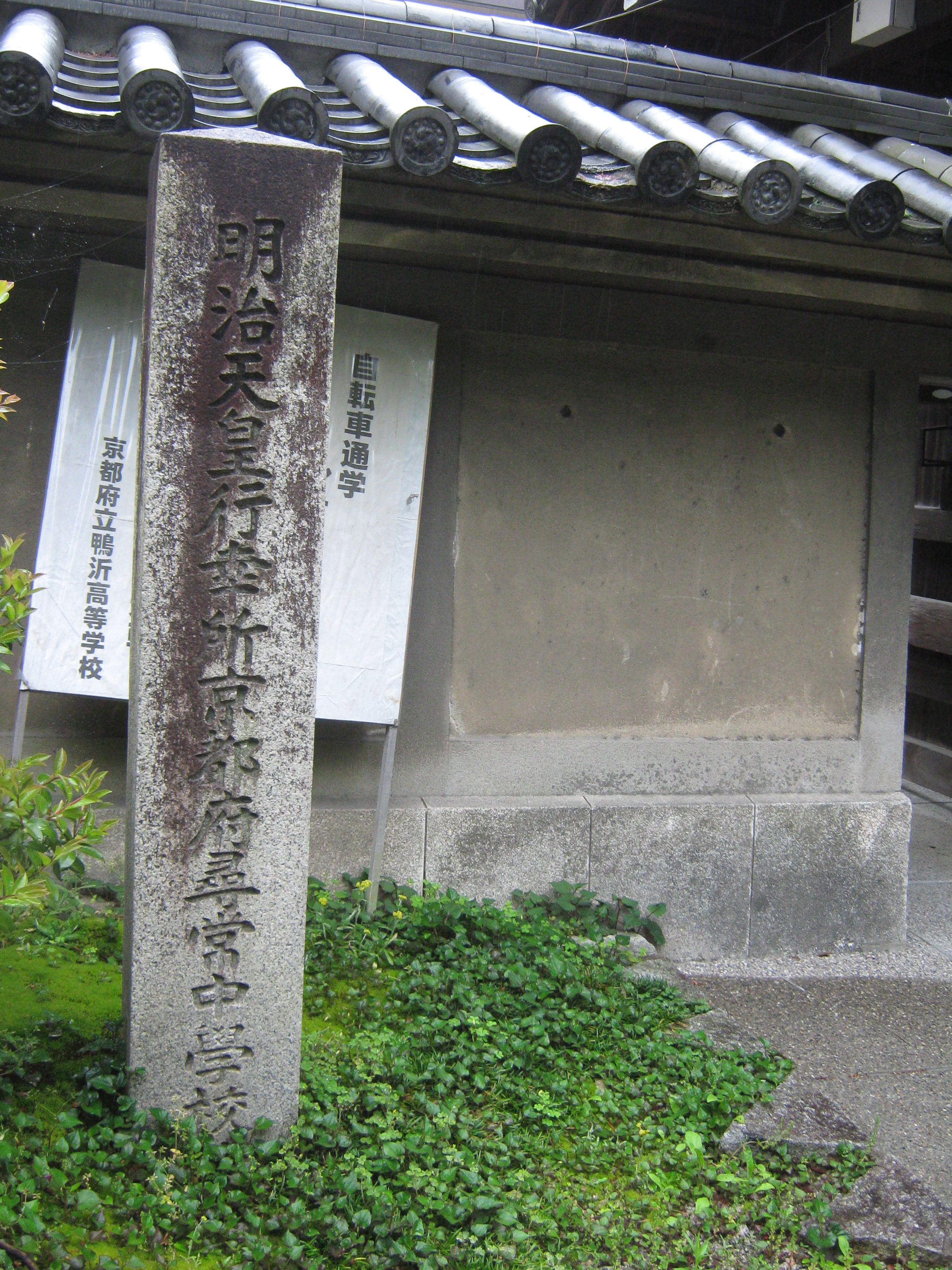
京都府立鴨沂高等学校・尋常中学校時明治天皇行幸所の碑・京都市上京区

京都府立鴨沂高等学校（きょうとふりつ おうきこうとうがっこう）は、京都府京都市上京区寺町通荒神口下ル松蔭町に所在する府立高等学校。

## 概要
1872年（明治5年）、日本初の官立女学校（後の高等女学校）の東京女学校（東京）に次いで、京都の官公立女学校として創立された「新英学校及女紅場」を前身とする。
鴨沂の名前の由来は、鴨（おう）は鴨川の鴨、沂（き） は水のほとりという意味があり、「鴨川のほとりにある学校」ということから来ている。

## 設置学科
- 全日制普通科
- 定時制普通科(2019年閉制)

## 理念
教育方針
1. 自発的・積極的に学習する態度を養い、基礎学力を培い、思考力を養成する。
2. 自治活動に進んで参加し、相互の人格を尊重し、正しい方法で討論して、その結果に基づき、責任をもって行動する習慣を養う。
3. 社会に対する関心を高め、批判的精神（クリティカルシンキング）を養成する。
4. 勤労の誇りと喜びをもち、社会的活動に耐えうる体力を増進する。
5. 芸術的関心を深め、豊かな情操を養う。
6. 人間の尊厳という観点から、基本的人権についての科学的な認識を培う。

## 沿革
- 1872年（明治5年）4月 - 「新英学級及女紅場」が開校。日本で２校目の官公立女学校(公立としては日本初)として岩倉氏旧邸内に開設された。
  - 新英学級（新英学校）では英語の、女紅場では技芸の授業が行われていた。なお、当時の英学校は男女共学であった。
- 1874年（明治7年）- 英女学校及女紅場と改称。完全な女子校となる。
- 1876年（明治9年）5月 - 女学校及女紅場と改称
- 1877年（明治10年）2月 - 明治天皇、英照皇太后、昭憲皇太后臨御。
- 1882年（明治15年） - 女紅場の名を廃して京都府女学校と改称。師範科を設置。
- 1883年（明治16年）3月 - 付属小学校を開設
- 1884年（明治17年）6月 - 付属幼稚園を開設
- 1886年（明治19年）4月 - 師範学校令の公布により師範科が京都府尋常師範学校に移管。付属小学校、付属幼稚園も同校に移管。
- 1887年（明治20年） - 京都府高等女学校と改称。
  - 同窓会組織の京都鴨沂会が発足
- 1890年（明治23年） - 昭憲皇太后臨御
- 1899年（明治32年） - 国語漢文専攻科（2年制）設置
- 1900年（明治33年）8月 - 九条殿河原町邸より現校地に移転及び、茶室と正門の同邸よりの移築
- 1901年（明治34年） - 家事裁縫専攻科設置
- 1904年（明治37年）4月 - 京都府立第一高等女学校と改称
  - 同様に京都府立第二高等女学校創立
- 1909年（明治42年） - 両専攻科、3年制となる。京都鴨沂会の社団法人化
- 1910年（明治43年） - 皇太子嘉仁親王臨啓
- 1921年（大正10年） - 高等科設置
- 1923年（大正12年） - 京都府立京都第一高等女学校と改称
- 1927年（昭和2年） - 鴨沂会に高等女学校研究科を設置
- 1933年（昭和8年）3月 - 本館・体育館及び北運動場の完成
- 1936年（昭和11年） - 同窓会による鴨沂学園設立
- 1938年（昭和13年）3月 - 図書館完成
- 1948年（昭和23年）4月 - 戦後の学制改革により京都府立嵯峨野高等女学校と合併。京都府立洛北高等学校を同居学習として迎え入れて京都府立鴨沂高等学校に改称
- 1948年（昭和23年）10月 - 高等学校再編成が行われ、洛北高等学校、嵯峨野高等女学校が閉校。高校三原則（小学区制・総合制・男女共学）に基づく新制高校「京都府立鴨沂高等学校」となり、普通科・商業科を置く
- 1968年（昭和43年）9月 - 新体育館・食堂完成
- 1985年（昭和60年）4月 - 新教育制度により普通科にI類・II類（人文系・理数系）を置く
- 1997年（平成9年）4月 - 普通科II類理数系・商業科の生徒募集停止
- 2005年（平成17年）4月 - 普通科II類人文系の生徒募集を停止し、新たに普通科II類文理系を置く
- 2009年（平成21年）4月 - 公立高等学校入学者選抜制度が改定、京都市北・東通学圏を京都市北通学圏へ統合し志願可能範囲が拡大
- 2012年（平成24年）10月 - 校舎の改築方針が決定
- 2013年（平成25年）8月 - 京都市上京区今出川通烏丸東入相国寺門前町の京都産業大学附属中学校・高等学校旧校舎に仮移転
- 2014年（平成26年）4月 - 類型制度と総合選抜を廃止し京都市・乙訓通学圏の全域から受験が可能となる
- 2016年（平成28年）4月 - 夜間定時制の生徒募集を停止
- 2018年（平成30年）夏 - 新校舎完成 仮校舎から現校地へ移転
- 2019年（平成31年）3月 - 夜間定時制を閉制

## 校歌（スクールソング）
- 粂川光樹作詞　／　堀口謹治作曲、イ長調

また、校歌をアレンジした「鴨沂体操」が1956年（昭和31年）に作られ、体育授業やクラブ活動にて使用されている。

## 年間行事
- 4月　入学式・新入生歓迎会
- 5月　遠足（全学年）
- 6月　研修旅行（2年）

※研修旅行の行先は現在は北海道（過去には東京・沖縄など）
- 9月　文化祭
- 9月末 体育祭（当日雨天の場合10月の予備日になる）
- 3月　卒業式

## 部活動
<体育系>
- 水泳部（水球女子・アーティスティックスイミング）
- 自転車競技部
- バスケットボール部
- バドミントン部
- バレーボール（女子）部
- フェンシング部
- 剣道部
- ダンス部（2007年同好会発足　2009年～）
- 野球部
- テニス部
- サッカー部
- 陸上競技部
- 弓道部
- 競技スポーツ部

<文化系>
- 演劇部
- 茶道部
- 吹奏楽部
- 軽音楽部
- 書道部
- 美術部
- 自然科学部
- 情報処理部
- 放送部
- 調理部
- 合唱部（2014年～）
- 京都文化クラブ

## 過去に存在した部活動
<体育系>
- 柔道部
- 水球（女子）部　→　水泳部へ
- 水球（男子）部（～2007年）
- バレーボール（男子）部
- ラグビー部
- 山岳部
- ワンダーフォーゲル部
- ボート部
- スキー部
- 卓球部

<文化系>
- 写真部
- 新聞部
- 商業美術部　→　美術部と統合
- 生物部　→　自然科学部へ
- 民研（フォークソング）部　→　軽音楽部と統合
- 囲碁部（～2004年）
- 将棋部（～2004年）
- 地平線（社会問題研究）部
- 合唱部（旧）
- 交通研究部
- エスペラント部

## 特色・逸話
- 私服通学を伝統としていたが教育委員会の方針により2013年度から制服が導入された。制服導入にあたっては、生徒会が独自に制服の希望や意見を求めるアンケートを行っていた[2]。
- ミックスホームルーム制で講座ごとに授業を行い、HRはクラスで行う制度があった。現在は廃止されている。
- 戦前からすでに温水プールがあり、敗戦直後はGHQに接収[3] されたこともある。
- 上村松園本人から寄贈された「夕暮」など、数多くの絵画や美術品などを所蔵している。
- 正門は九条家河原町邸から移築したもので、京都府暫定登録有形文化財である。[4]他にも茶道室なども九条家ゆかりのものである。
- 図書館の蔵書は、開架書庫に2万冊、閉架書庫に4万冊ある。
- 1937年（昭和12年）にヘレン・ケラーが来日した際に校内講堂にて講演が行われた。
- 門は常時開放され、生徒が昼休みに自由に外出することができたが、2013年度から禁止されている。
- 水球部には70年以上の歴史があり、女子水球はJOCジュニアオリンピック夏季大会で2006年から3連覇を達成した。
- 自転車競技部は幾度とインターハイに出場しており、プロの競輪選手も輩出している。
- クラスごとに社会的なテーマを決めて街中を練り歩く伝統行事「仰げば尊し」が存在した。2013年からパレードが中止され、2015年に廃止されている[5]。

## 最寄りのバス停・駅
- 京都市営バス・京都バス「荒神口」下車 徒歩2分（市バス3・4・17・37・59・205系統）（京都バス41・43）
- 京阪本線「神宮丸太町駅」下車 徒歩10分
- 京都市営地下鉄東西線「京都市役所前駅」下車 徒歩15分
- 京都市営地下鉄烏丸線「丸太町駅」下車 徒歩13分
- 叡山電鉄「出町柳駅」下車 徒歩17分

## 著名な関係者

### 卒業生

#### 皇族
- 佐紀子女王〈旧制〉- 賀陽宮邦憲王の第2王女、山階宮武彦王の妃
- 大谷智子〈旧制〉- 久邇宮邦彦王の第3王女（香淳皇后の実妹）、大谷光暢に降嫁して東本願寺裏方、学校法人光華女子学園創設者
- 二条恭仁子〈旧制〉- 久邇宮家の多嘉王の第3王女、二条弼基に降嫁

#### 教育・学問
- 井上秀 〈旧制〉- 家政学者、日本女子大学第4代校長
- 福田與 〈旧制〉- 教育者
- 金山らく[6]〈旧制〉 - 数学者、東京女子高等師範学校教授
- 寿岳章子 - 国語学者、エッセイスト
- 河田悌一 - 大学基金推進機構理事長（2020年9月1日～)、関西大学学長（第38・39代）、日本私立学校振興・共済事業団理事長（2010年～2018年）
- 岸田雅雄 - 神戸大学名誉教授、早稲田大学大学院ファイナンス研究科長・教授、早稲田大学ファイナンス研究センター所長
- 山崎正和 - 評論家、劇作家、大阪大学名誉教授、経済産業省参与 / 文化功労者
- 福島紳 - 地球物理学者、理化学研究所研究員（宇宙線研究室所属）、南極地域観測隊員
- 北村泰一 - 地球物理学者、九州大学名誉教授
- 河合秀和 - 政治学者、学習院大学名誉教授[要出典]
- 猪熊兼勝 - 考古学者、京都橘大学名誉教授、葵祭行列保存会会長、時代祭行列実行委員長
- 家森幸男 - 医学博士、WHO循環器疾患専門委員、武庫川女子大学国際健康開発研究所長、ハーバード大学客員教授、京都大学名誉教授
- 苧阪直行 - 心理学者、京都大学名誉教授、大阪大学脳情報通信融合センター招聘教授、日本学士院会員
- 山下太郎 - 西洋古典文学者、ラテン語学者
- 鈴江璋子 - 英文学者、実践女子大学名誉教授
- 上野民夫 - 化学者、京都大学名誉教授

#### 経済
- 塚本能交 - ワコールホールディングス会長、京都商工会議所会頭、日本商工会議所副会頭
- 村山敦 - 関西国際空港株式会社代表取締役社長、パナソニック副社長
- 竹内次也 - 仙台放送取締役相談役、元フジテレビ常務取締役
- 榊淳司 - 経済ジャーナリスト

#### 行政・司法
- 岡田憲和 - 京都市副市長、大学コンソーシアム京都評議員会副議長
- 水野武夫 - 弁護士、日本弁護士連合会副会長、近畿弁護士会連合会理事長、日本センチュリー交響楽団理事長

#### 芸能
- 山本富士子〈旧制〉- 女優
- 田宮二郎 - 俳優
- 団令子 - 女優
- 加茂さくら - 女優 ※中退
- 大信田礼子 - 女優 ※駒沢学園女子高校に転校
- 森乃福郎（初代） - 落語家、タレント
- 一和洋輔 - 俳優。劇団四季所属
- 橘あんり - 声優　俳優 劇団青年座所属
- 大狸ぽんぽこ - お笑い芸人（シンプル）
- 山添寛 - お笑い芸人（相席スタート）
- ヒロミ・ヒロヒロ - tricot、ベース

#### 芸術・文芸
- 清水紫琴 - 自由民権運動時代の女性作家
- 湯浅憲明 - 映画監督
- 李良枝 - 作家
- 潮匡人 - 評論家、軍事ジャーナリスト、航空自衛官
- 村上晃一 - スポーツジャーナリスト
- 山崎泰孝 - 建築家[7]

#### スポーツ
- 土倉麻〈旧制〉- 陸上競技選手、1932年ロサンゼルスオリンピック日本代表選手
- 壷井宇乃子〈旧制〉- 競泳選手、1936年ベルリンオリンピック日本代表選手
- 種田弘 - プロ野球選手
- 東博樹 - サッカー選手

#### 活動家
- 梅棹エリオ - 元冒険家
- 北沢恒彦 - 評論家、社会運動家

### 中途退学者
- 森光子〈旧制〉- 女優
- 沢田研二 - 歌手

### 教職員
- 新島八重〈旧制〉- 同志社女子大学創設者
- 梅田千代〈旧制〉- 教育者、小浜藩士・梅田雲浜の妻（後妻）
- 竹内鐡二 - 教育者、金蘭千里高等学校校長
- 森下正明 - 京都大学名誉教授

## 登場作品

### ドラマ
- NHK大河ドラマ「八重の桜」(2013年) 京都女紅場
- NHK連続ドラマ小説「あさが来た」(2015年) 京都府立第一高等女学校

### 文芸
- 福沢諭吉「京都学校の記」

## 校舎の建替え問題
2012年10月、校舎の老朽化や耐震化を理由に、全面的な建替えが決定された。
これに対し、卒業生を中心とした「鴨沂高校の校舎を考える会」が、耐震強度不足はごく一部で、全面解体の必要は無いとして、校舎解体の反対運動をおこなっている一方、「京都府立鴨沂高校同窓会」が、全面改築による校舎整備を求めている。「鴨沂高校の校舎を考える会」は、専門家による校舎耐震診断の検証（京都の近代建築を考える会）として、「解体しなくても補強改修で十分耐震化可能」と主張している。
これらの主張に対し、京都府教育委員会は、耐震改修では耐震性と教育環境の確保が両立できないとの見解を示し、京都大学防災研究所の中島正愛教授など防災・地震工学の専門家の所見として「耐震診断等は適切なものであり改築は妥当」と主張している。
2012年6月に、京都府立大学の大場修教授らが、京都府教育委員会の依頼で調査を行い、「木造校舎共々、昭和戦前期に建てられた鉄筋コンクリート造の校舎建築群についても、その全体が保全されることが望まれる。」とした上で、「建替えを前提とした部分的保存の考え方」を報告している。新聞報道では、教育委員会の会合や府議会に報告されておらず、手続き面での問題があるとしている。
- 主要な要望書
  - 一般社団法人日本建築学会近畿支部　-　校舎の保存活用に関する要望書を京都府知事に提出[14]。
  - 京都府立鴨沂高校同窓会　-　全面改築による新校舎整備を求める要望書を京都府知事及び京都府教育委員会委員長に提出[15]。
  - 公益社団法人日本建築家協会近畿支部保存再生部会　-　保存活用整備に関する要望書を京都府知事に提出[16]。

紫野グラウンドの廃止
体育授業や部活動で使用していた紫野グラウンドが、新設学校（京都府立清明高等学校）の建設地となった。計画の発表後に、これまで行ってきた体育授業や体育祭、部活動が充分に行えるとは言えないとして、同等のグラウンドの確保を求める署名運動が行われた。
食堂の廃止
新校舎建て替えに伴い調理設備が設置されない可能性が出たため情報公開請求が行われ、在校生による存続への署名活動が行われた。2018年の移転により廃止された。現在は代替設備として京都府立高校では初めてのコンビニエンスストアが併設されている。
土壌汚染
京都府教育委員会は2015年12月に改築工事中の敷地内から環境基準を上回るヒ素を検出したと発表。土壌入れ替えなどの対策が必要となるため、完成時期は当初予定した2016年8月末から約1年半延び、2018年に完成した。